# Olivicultura

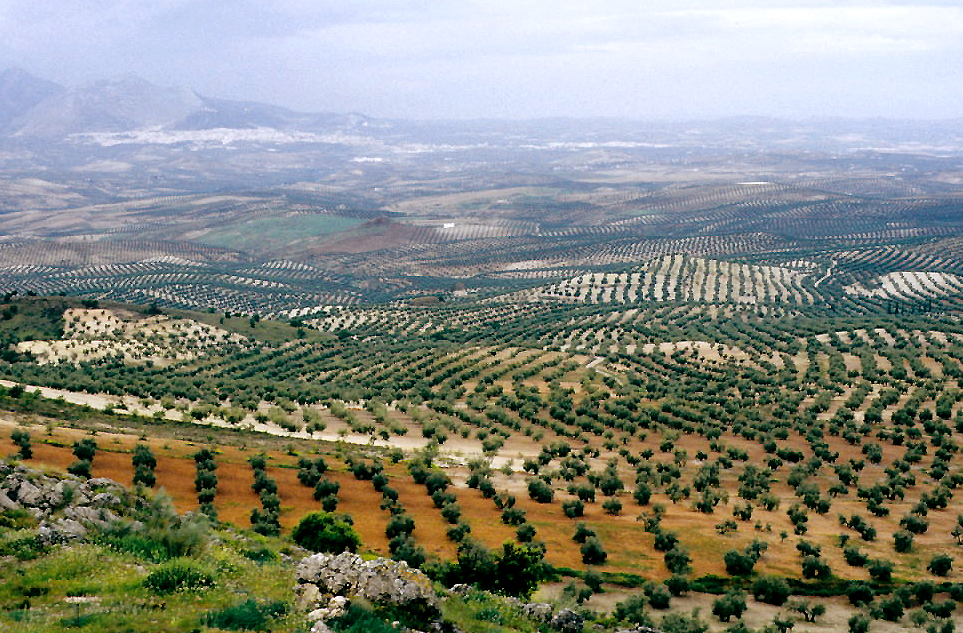
Olivicultura em Jaén, Espanha.

Olivicultura é uma actividade agrícola que cuida da cultura ou cultivo  da oliveira. Os principais produtos provenientes desta cultura são o azeite e as azeitonas de mesa.
Atualmente, a olivicultura ocupa uma área total de 10,5 milhões de hectares em todo o mundo, onde 97,1% correspondem a áreas dos países do mediterrâneo e metade desta área concentrasse na Espanha, Tunísia e Itália.

## Produção

### Brasil
No Brasil, as oliveiras foram introduzidas no século XVI, com o objetivo de produzir azeite de combustível para as lamparinas e ramos para a celebração católica Domingo de Ramos. As oliveiras eram plantadas próximas as igrejas e havia ainda pequenos cultivos. A Coroa Portuguesa, vendo a qualidade do azeite produzido no Brasil ser superior a produzida em Portugal, mandou cortar as oliveiras e proibiu o plantio, para não haver concorrência com os produtos portugueses trazidos para ser comercializado no Brasil.
Atualmente, a olivicultura brasileira é ainda pequena, ocupando uma área total de 10.000 hectares, onde 70% desta área pertence ao estado do Rio Grande do Sul, sendo, atualmente, o principal produtor de oliveiras do país. Também há cultivo de oliveiras na região da Serra da Mantiqueira (São Paulo e Minas Gerais), Santa Catarina e Espírito Santo. O azeite produzido pelo Brasil é de boa qualidade e está ganhando a atenção internacional.
Por ser uma cultura recente no Brasil, há muitos problemas para serem solucionados como a falta deː mão de obra especializada, produtos fitossanitários autorizados, viveiros especializados na produção de mudas e estudos aprofundados sobre manejo de pragas e doenças.
Com o crescimento da olivicultura no país, foram criados centros de estudos e associações para o desenvolvimento desta cultura. No estado de Minas Gerais, foram criadas a Associação dos Olivicultores do Contrafortes da Mantiqueira (ASSOLIVE), a Fazenda Experimental de Maria da Fé (FEMF) e a Empresa de Pesquisa Agropecuária de Minas Gerais (EPAMIG). No Rio Grande do Sul, o governo do Estado criou o Programa Estadual de Desenvolvimento da Olivicultura (Pró-Oliva). E em âmbito nacional, foi criado o Instituto Brasileiro de Olivicultura (Ibraoliva).

### Argentina
Na Argentina, a olivicultura foi introduzida pela Espanha nos anos de 1540, durante a colonização. E houve uma grande expansão, principalmente pela região de Cuyo. A Coroa Espanhola, reinado por Carlos III na época, ordenou parar a expansão do cultivo de oliveiras na Argentina, e também não fazer a manutenção das árvores existentes. Mas governantes espanhóis mandaram cortar todas as oliveiras.
Em 1932,  o presidente do Conselho da Nação Argentina, General Agustín Justo, criou um decreto de lei para promover o cultivo de oliveiras e o Ministério da Agricultura, entre os anos de 1934 e 1940, criou resoluções para ampliar a "região econômica da oliveira", mas muitas resoluções não foram cumpridas. Em 1942, foi criado a entidade autárquica Corporación Nacional de Olivicultura, que é responsável pela divulgação e promoção científica da olivicultura argentina e a solução de problemas da industrialização e comercialização dos produtos provenientes da olivicultura.

### Espanha
A olivicultura foi introduzida na Espanha nos anos de 1050 a.C., pelos fenícios. Mas houve uma maior expansão durante o Império Romano, onde o comércio de azeite espanhol se tornou relevante entre as colônias e Roma.
Entre os anos de 1972 e 1979, foi executado o Plano de Reconversão e Reestruturação do Olival, com o objetivo de analisar e diagnosticar os problemas relacionados ao cultivo de oliveiras, como altos custos com a baixa mecanização, a erosão do solo, especialmente em culturas de encosta, deficiências nos tratamentos contra pragas e doenças, e oliveiras com velhice e baixa produtividade. Em 1982, através do preambulo RD 2625/1981, a Espanha implementou o Plano de Reestruturação do Olival Melhorável e Reconversão das Regiões Olivais depressivo. No ano de 2017, foi criado o INNOLIVAR, um programa para promover a inovação na olivicultura no país e que ainda está em vigência.
Atualmente, o principal cultivador de oliveiras do mundo é a Espanha, que detêm mais de 46% da produção mundial. O país espanhol possui 2,6 milhões de hectares de plantação de oliveiras, com um total aproximado de 340 milhões de árvores. A principal região de cultivo na Espanha fica em Andaluzia.

### Portugal
As oliveiras foram introduzidas em Portugal nos anos de 200 a.C. e houve uma grande expansão pelo território português durante a ocupação árabe e continuou sendo ampliada durante a reconquista cristã, em 1249. No ano de 1700, a olivicultura se expandiu para terras empobrecidas no sul do país. Entre os anos de 1874 e 1957, Portugal já possuía uma área de 420 mil hectares de plantação de oliveiras. No final dos anos de 1950 até 1990, houve uma redução na área de plantio no país, pois muitos cultivos foram abandonados devido ao êxodo rural. A partir dos anos 2000, Portugal recuperou áreas de cultivos de oliveiras abandonadas e se tornou um grande produtor mundial.
Atualmente, Portugal é o nono pais com maior área de cultivo de oliveiras do mundo, possuindo 361 mil hectares de plantação, com um total aproximado de 38 milhões de árvores. Nos últimos anos, o país vem incorporando avanços tecnológicos e produtivos na olivicultura, se tornando uma referência internacional. A principal região de cultivo em Portugal fica em Alentejo.

## Cultura

### Clima
O melhor clima para o cultivo da oliveira é o temperado, onde os verões são quentes e secos, com temperaturas entre 25°C e 35°C, e os invernos possuem temperaturas amenas. A oliveira é sensível a geadas. As regiões que se localizam entre os paralelos 30 e 45 do globo terrestre são as mais adequadas para a olivicultura.

### Solo
O solo onde será feito o plantio das oliveiras precisa ter uma boa drenagem, o ideal é o solo com maior concentração de cascalhos. Solo enxarcado pode asfixiar e causar doenças nas raízes e solo muito arenoso irá exigir um maior cuidado na irrigação e nutrição das oliveiras. A irrigação ideal é feita por meio de pingos ou micro sprinklers. E o pH do solo deverá estar entre 5,5 e 7,5, sendo o ideal ficar próximo de 6,5 a 7,5. É aconselhável a análise do solo anualmente, para fazer as correções devidas.
Para a preparação do solo, recomenda-se fazer uma análise com profissionais qualificados, onde determinarão as porcentagens de nutrientes adequados para o cultivo.

### Plantio

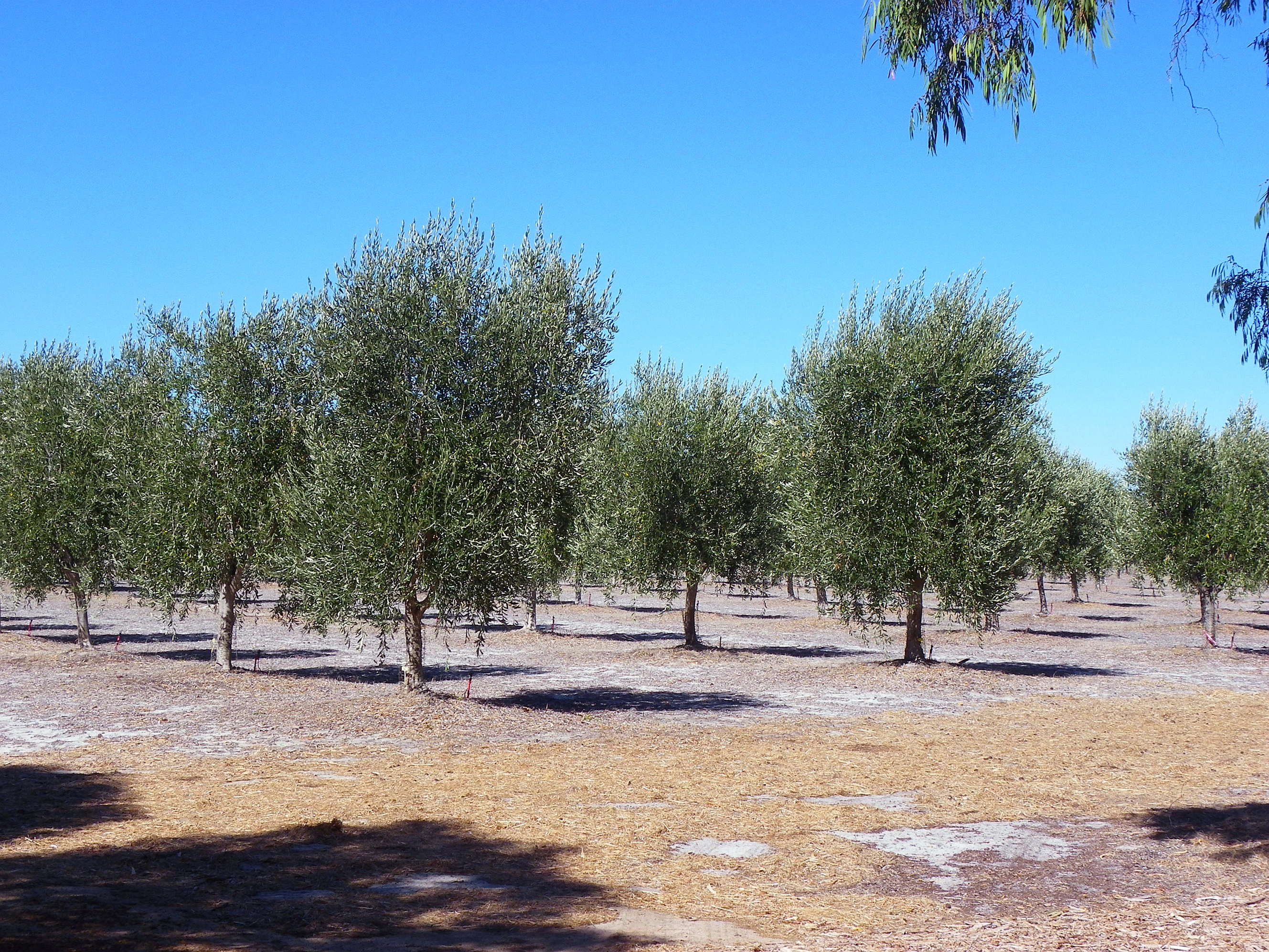
Olivicultura em Rio Margaret, Austrália.

O ideal é plantar as oliveiras no final do inverno ou início da primavera. As oliveiras deverão ser plantadas com um espaçamento de 4 a 5 metros entre elas. As fileiras deverão ter um espaçamento de 6 a 7 metros entre elas, se a colheita for mecânica e um espaçamento de 2 metros entre elas se a colheita for somente manual. É recomendado fazer o plantio de mais de uma variedade de azeitona, para uma melhor polinização. Fertilizantes não devem ser adicionados nos buracos de plantio pois podem queimar as raízes.

### Fertilização
Para a fertilização do cultivo de oliveiras, é necessário a utilização dos macronutrientes nitrogênio (N), potássio (K), fósforo (P), cálcio (Ca), magnésio (Mg) e enxofre (S), e em menor quantidade o boro (B), zinco (Zn), ferro (Fe), cobre (Cu), manganês (Mn) e molibdênio (Mo). Nas árvores jovens, é importante a aplicação do nitrogênio (N), em forma de Sulfato de Amônio, mensalmente durante as estações da primavera e verão.

### Colheita

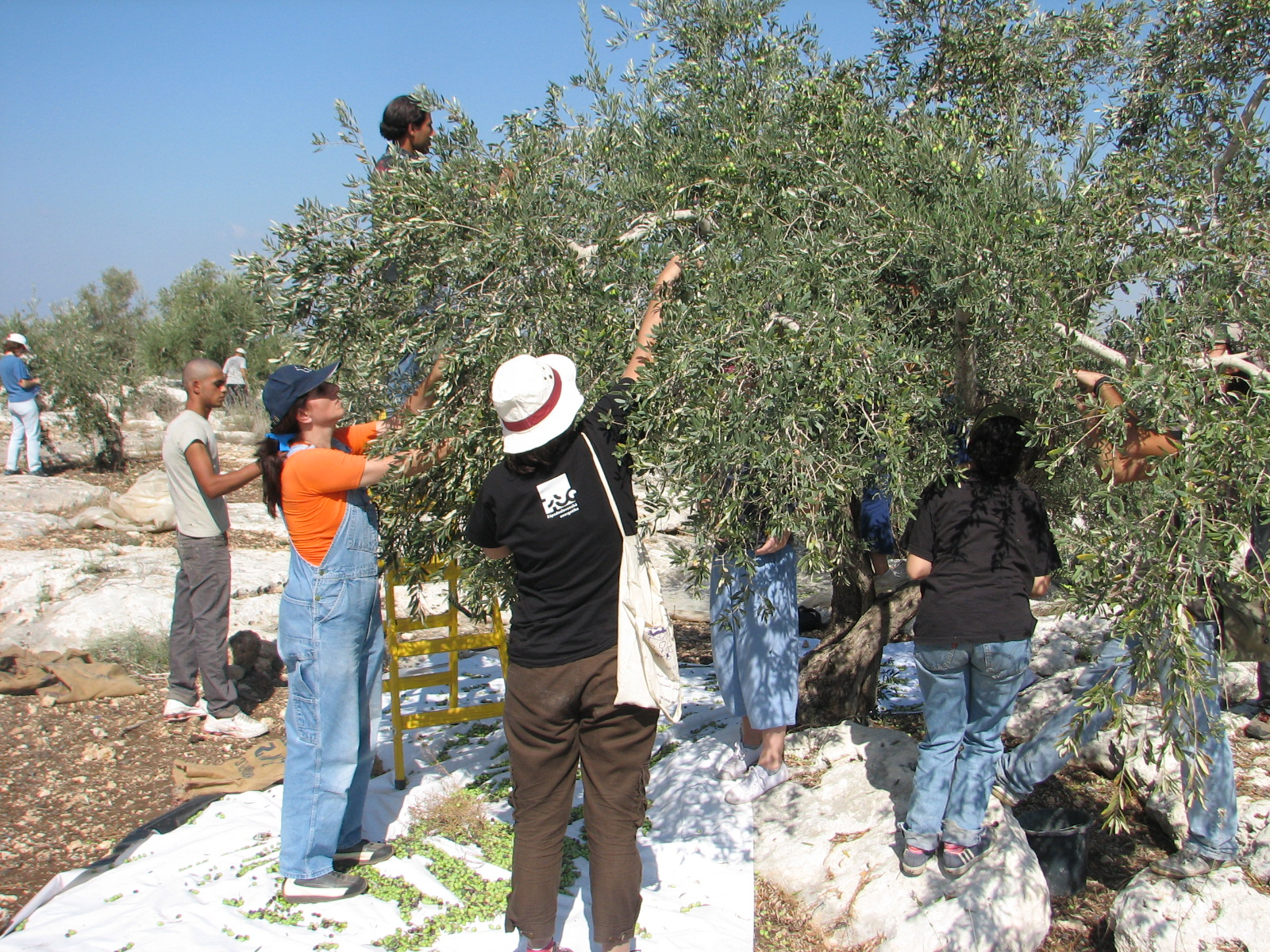
Colheita manual de olivas

A oliveira começa a dar frutos a partir do terceiro ano, atinge seu máximo potencial a partir do oitavo ano e pode frutificar por setenta anos. O período da colheita depende da finalidade do cultivo, que pode ser para fabricação de azeite ou azeitona de mesa. Para o azeite, as azeitonas são colhidas quando a maioria das frutas estão maduras. Para a azeitona de mesa, preta ou verde, as frutas são colhidas um pouco antes de amadurecerem e ficarem moles.

A colheita pode ser manual ou mecânica. Na colheita manual, o colaborador colhe fruta por fruta, que são colocadas em recipientes ou deixa cair sobre uma lona posta no chão. Na colheita mecânica, a árvore é vibrada até que todos os frutos caiam sobre uma rede.